# Карел Стибор
Карел Стибор (чеш. Karel Stibor; Праг, 5. новембар 1924 − Ламанш, 8. новембар 1948) био је чехословачки хокејаш на леду. Играо је на позицији централног нападача.
Као играч прашког тима ЛТЦ освојио је три титуле националног првака Чехословачке, у сезонама 1945/46, 1946/47. и 1947/48. 
У дресу репрезентације Чехословачке освојио је титулу светског првака на првенству 1947. у Прагу, а био је и део олимпијског тима Чехословачке који је на Зимским олимпијским играма 1948. у швајцарском Санкт Морицу освојио сребрну медаљу. У дресу репрезентације одиграо је укупно 23 утакмица уз учинак од 23 постигнута гола. 
Погинуо је у авионској несрећи 8. новембра 1948. након што се авион којим су летели из Париза за Лондон срушио у Ламанш. Поред Стибора у несрећи су смртно страдали и његови саиграчи Здењек Јарковски, Ладислав Тројак, Вилибалд Штјовик, Милослав Покорни и Здењек Шварц. 
Године 1968. постхумно му је додељено признање заслужног мајстора спорта Чехословачке.